# Viridien
Viridien (VIRI), anciennement CGG et Compagnie Générale de Géophysique-Veritas, est une entreprise multinationale basée à Massy (France), spécialisée dans l'exploration du sous-sol et les énergies fossiles, les technologies numériques comme le calcul haute performance (HPC) et le cloud, le traitement et la gestion de données géoscientifiques, et dont les domaines d'activité sont liés aux ressources naturelles, à la transition énergétique et aux infrastructures,.

## Histoire
La Société de Prospection Électrique (SPE), spécialisée dans l'exploration pétrolière et charbonnière ainsi que dans le génie civil a été créée en 1926 par les frères Conrad Schlumbergeret Marcel Schlumberger.
En mars 1931, la SPE et la Société Géophysique de Recherches Minières (SGRM), toutes deux spécialisées dans la sismique et la magnétométrie, fusionnent pour former la Compagnie Générale de Géophysique (CGG). La SGRM apporte 5 millions de francs de capital et la CGG 120 000 francs. Dans ses locaux parisiens du 30 rue Fabert, Conrad Schlumberger décide de céder l'activité de prospection de surface à CGG, tandis que la SPE se charge d’effectuer les mesures dans les forages. À la même époque, Raymond Maillet de la SGRM est nommé président de CGG.
En 1954, la CGG acquiert son premier ordinateur IBM 604 et un centre de calcul analogique MT4 pour le traitement des données de terrain.
En 1957, CGG fait figure de pionnier dans l'exploration sismique en Afrique du Nord, en utilisant des charges dans des trous de forage et d'autres techniques innovantes pour l'époque.
En 1958, CGG réalise sa première étude marine à deux navires, dont un navire source.
Les deux premières années d'activité de CGG sont difficiles. Les études géophysiques de surface (hydrologie, exploitation minière et génie civil) et l'exploration pétrolière ne suffisent pas pour atteindre le seuil de rentabilité à une époque où le pétrole vaut 10 cents le baril. En 1966, CGG ouvre son premier centre de traitement de données sismiques à Massy (France).
En 1971, CGG introduit l'exploration sismique marine en 3D avec la méthode de profilage large (WLP) et devient le premier contracteur à tracter trois streamers parallèles.

### Veritas DGC
Veritas Energy Services est une société de services géophysiques créée en 1974 à Calgary (Canada) avec le rachat par David B. Robson d'une société appartenant à Rafael Cruz, Rafael B. Cruz and Associates Ltd.
Entre-temps, Digital Consultants Inc. est créée à Houston (Texas) en 1965. En 1969, Digital Consultants change de nom et devient Digicon Inc. (DGC), une société publique cotée à l'American Stock Exchange.
En 1977, le premier système de télémétrie par câble monocanal utilisé pour les conditions extrêmes, le SN348, est lancé et devient rapidement la norme de l'industrie.
En 1979, la migration profondeur est introduite pour un usage commercial et représente une avancée majeure dans la qualité de l'imagerie sismique.
En 1994, les premières études sismiques 4D sont réalisées et Veritas Energy Services devient la première société géophysique à proposer la migration temps avant sommation des traces sismiques (« pre-stack »).
En 1996, Veritas DGC naît de la fusion de Veritas et de Digicon.
En 2000, un réseau neuronal profond pour la caractérisation des réservoirs fait sa première apparition commerciale dans l'industrie, introduisant le Machine Learning dans les opérations pétrolières et gazières.
En 2000 également, l'entreprise commence à réaliser des images de données sismiques 4D pour l'injection et le suivi de stockage du carbone.

### CGGVeritas
La société devient CGGVeritas, à la suite de sa fusion avec la société nord-américaine Veritas en 2007.
CGGVeritas acquiert la société norvégienne Wavefield Inseis en décembre 2008.

### CGG
En septembre 2012, CGGVeritas achète la division Géoscience de Fugro pour 1,2 milliard d'euros, et reprend le nom de CGG.
En 2014, Alcatel-Lucent Submarine Networks rachète la société norvégienne Optoplan, une division du groupe CGG spécialisée dans les technologies de surveillance des gisements pétroliers.
En 2015, CGG se place à l'avant-garde de l'industrie en appliquant de nouvelles technologies d'imagerie (inversion de forme d’onde complète (en) et migration en temps) sur de vastes jeux de données multi-clients à l'échelle régionale en Norvège, au Gabon et dans le golfe du Mexique. En 2019, CGG introduit l'inversion de forme d'onde complète avec décalage temporel, révolutionnant ainsi l'imagerie du sous-sol.
En 2019, CGG annonce la vente de sa flotte de cinq navires de prospection pétrolière à l'entreprise norvégienne Shearwater GeoServices. L'année suivante, CGG annonce cesser ses services d'acquisition sismique pour se concentrer sur les activités multi-clients, les services en géosciences et les équipements.
Début septembre 2020, frappé par la crise pétrolière qui fait chuter son chiffre d'affaires de 40 %, la CGG supprime le quart de l'effectif de son siège de Massy,. Au total, ce sont 94 des 364 postes qui sont dans le viseur du PSE voulu par la direction et fortement critiqué par les salariés qui s'inquiètent pour la pérennité de leur site de travail car en cinq ans, les effectifs sont passés de 900 à bientôt moins de 300. Cette année-là, la perte nette du groupe atteint 442 millions de dollars contre 69 millions en 2019 tandis que le chiffre d'affaires recule de 35 % à 886 millions de dollars. Le groupe mise sur un rebond, grâce à la remontée des taux pétroliers.
En mars 2022, le groupe de géosciences CGG annonce la finalisation de l'opération de cession-bail Sale et lease back de son siège social Galiléo situé à Massy, pour un montant de 59,25 millions d'euros.
Au deuxième trimestre 2022, le groupe repasse au vert avec un bénéfice net qui s'élève à 116 millions de dollars contre une perte de 51 millions l'année précédente à la même période. Le chiffre d'affaires progresse de 33 % à 228 millions de dollars.

### Viridien
En mai 2024, CGG change officiellement de nom et devient Viridien, afin de renforcer son positionnement stratégique autour d'un portefeuille de solutions, incluant les géosciences, les données terrestres ainsi que la détection et la surveillance, qui constituent le cœur de son métier. L'entreprise diversifie également ses offres en s'ouvrant aux marchés à faibles émissions de carbone, notamment dans les secteurs des minerais, de l’exploitation minière et du stockage du carbone (CCS), tout en explorant de nouveaux marchés au-delà du secteur énergétique, tels que l'informatique haute performance (HPC) et la surveillance des infrastructures.
En novembre 2024, Viridien annonce un plan de restructuration au sein de sa filiale Sercel, spécialisée dans la conception et fabrication de capteurs sismiques.

## Actionnaires
Liste des principaux actionnaires au 17 décembre 2021 :
| Nom                   | %       |
| --------------------- | ------- |
| Other Shareholders    | 98,91 % |
| FIL Limited           | 10,08 % |
| Treasury Stock        | 0,00 %  |
| FCPE CGG Actionnariat | 0,00 %  |

## Opérations
CGG collecte, traite et interprète des signaux sismiques pour les transformer en images du sous-sol que les clients, principalement les compagnies de pétrole et de gaz, utilisent dans leurs activités d’exploration-production.

### Ressources naturelles
Viridien développe des technologies géoscientifiques pour aider ses clients à trouver des ressources naturelles et les gérer de manière durable. La compagnie se concentre sur l'exploration, le développement et la production de pétrole et de gaz, l'exploration minière et le développement des mines ainsi que la surveillance géothermique.
Pétrole et gaz : pour accélérer l'exploration et optimiser le développement des champs, Viridien intègre des technologies de pointe comme l'imagerie de subsurface, la transformation numérique des données géologiques et l'utilisation de l'IA pour renforcer les analyses géoscientifiques.
Minerais et exploitation minière : Viridien soutient l'exploration minière grâce à des études de prévisions géologiques mondiales, des études cinématiques des plaques tectoniques, le ciblage de l’altération des matériaux de surface dérivé de données satellites ainsi que la fourniture d'équipements géophysiques. L'entreprise développe également des logiciels de modélisation et propose des services de surveillance pour les opérations minières et les installations de stockage des résidus miniers,.
Géothermie : Viridien fournit des jeux de données de détection de sites géothermiques à l'échelle mondiale, ainsi que l'évaluation et le suivi des développements géothermiques, afin d'obtenir des informations tout au long du cycle de vie des actifs en utilisant les données et l'analyse, l'évaluation des ressources, la caractérisation des réservoirs, la production et le suivi.

### Environnement
Viridien utilise l'analytique et la surveillance de la Terre pour comprendre et fournir des informations concernant l'impact de l'homme sur l'environnement. L’entreprise se concentre sur les informations environnementales critiques (terre, océans ou atmosphère) en utilisant la télédétection, l'analyse par l'apprentissage automatique, l'analyse et l'interprétation des données ainsi que le calcul à haute performance (HPC).
Viridien a participé à plusieurs projets environnementaux, tels que la réalisation d’études sur la pollution par les microplastiques dans le cadre d'un projet visant à créer une zone sans plastique au mont Snowdon (Pays de Galles).

### Infrastructure
Viridien utilise la technologie de surveillance et les modèles de jumeaux numériques pour comprendre la durée de vie, l'état et les besoins en maintenance des infrastructures. Les solutions de surveillance structurelle de Viridien, commercialisées sous la marque Sercel, détectent les problèmes potentiels à un stade précoce afin de garantir l'intégrité des structures et la sécurité du public.
L'une des applications connues de la technologie de surveillance des infrastructures de Viridien est son travail sur le projet « Ponts connectés » pour un établissement public français. Viridien a contribué à la mise en œuvre de capteurs autonomes et d'un traitement des signaux basé le cloud.

### Transition énergétique
Viridien se concentre sur le suivi des développements géothermiques, le captage, l'utilisation et le stockage du carbone, et la gestion des minéraux afin de trouver des solutions pour parvenir à un avenir durable et sans carbone.
Viridien fournit des ensembles de données permettant d'identifier et de sélectionner des sites appropriés pour le stockage géologique du carbone. Ses services permettent de caractériser les sites de stockage, d'optimiser l'injection de CO2 et de surveiller le stockage à long terme.
Viridien dispose de capacités de détection, d'évaluation et de surveillance des risques souterrains, ce qui permet d'accélérer le développement et de réduire les risques. En outre, Viridien travaille sur la gestion responsable des minéraux pour la transition énergétique,,.

### Numérique
Viridien dispose de capacités numériques en matière de gestion et de transformation des données, d'apprentissage automatique et de services cloud. En 2023, le centre HPC de Viridien au Royaume-Uni a contribué à augmenter sa capacité de calcul totale mondiale à 500 pétaflops, et l'activité HPC a élargi son offre commerciale avec des services cloud basés sur l’IA.

## Organisation
Viridien divise son expertise en deux segments : 

•	Les données, le numérique et la transition énergétique 

•	La détection et la surveillance

### Les données, le numérique et la transition énergétique
Ce segment comprend les géosciences (imagerie de subsurface, géologie, réservoirs, fonctions technologiques) et les données géophysiques et géologiques.
Les géosciences aident à réduire les risques et à optimiser la réalisation des projets dans les secteurs de l'exploration et du développement des ressources naturelles, de l'exploitation minière, de l'ingénierie et de l'environnement, grâce à une expertise complète.
Les données de Terre incluent la vaste bibliothèque de données de Viridien ainsi que des écosystèmes numériques pour les informations qui soutiennent le développement des ressources naturelles et les applications liées à la transition énergétique. Ces données comprennent des données sismiques multiclients de haute qualité provenant des bassins principaux, des données géoscientifiques numériquement transformées, des images satellites, ainsi qu'une taxonomie unique, des services cloud à l'échelle mondiale et une plateforme de données.

### La détection et la surveillance

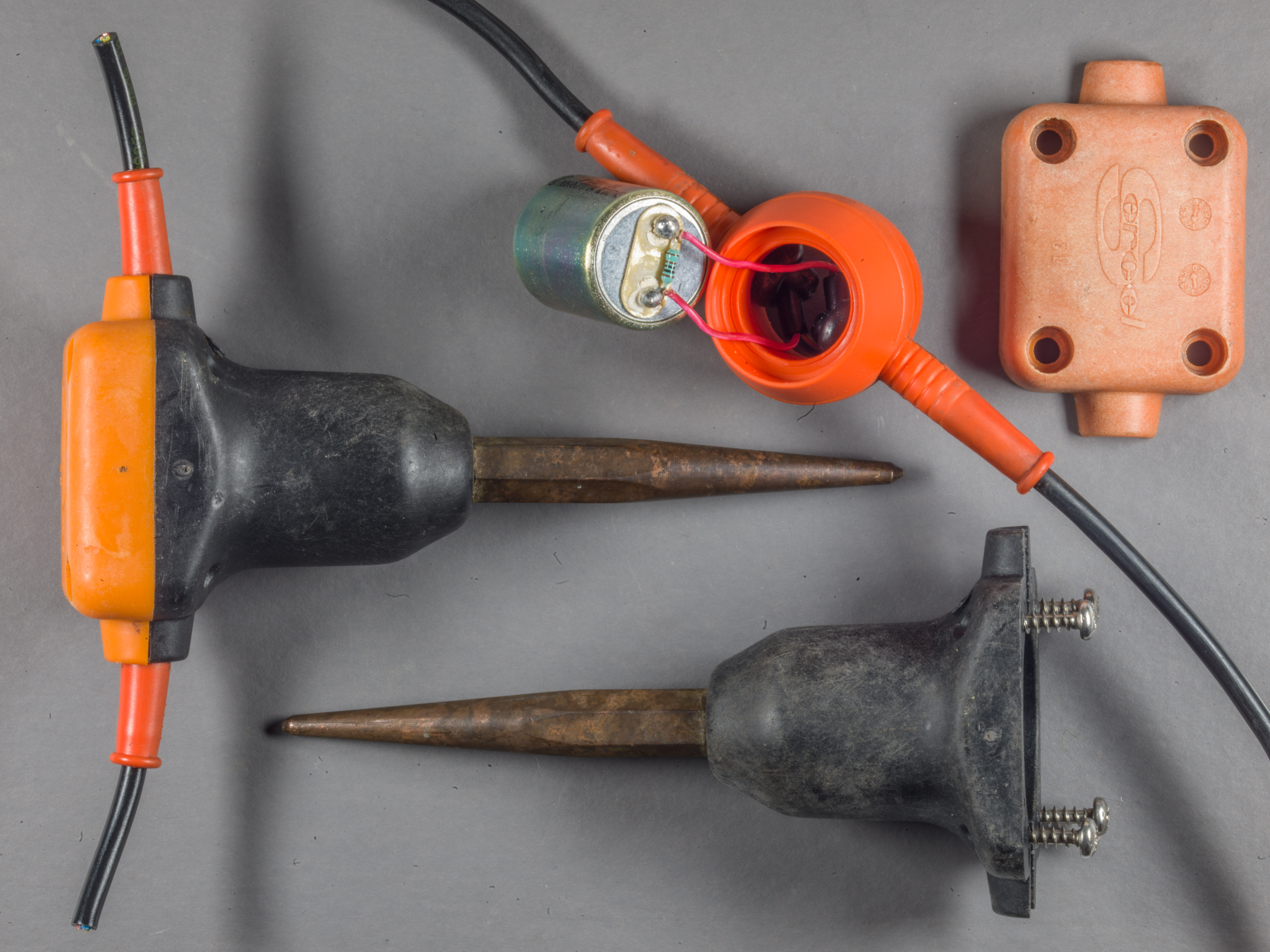
Géophones produits par Sercel.

Sercel conçoit et fabrique des instruments de haute technologie pour l'exploration du sous-sol, la surveillance des structures, les solutions d’acoustique sous-marine pour la défense, positionnant Viridien comme un leader mondial dans l'équipement d'acquisition sismique.

## Gouvernance d'entreprise
- Président du Conseil d’administration: Philippe Salle

À la suite de sa nomination chez Atos, il sera remplacé comme PDG de manière transitoire par Sophie Zurquiyah, à partir du 30 avril.